# Svenska Amerikanska Posten
Svenska amerikanska posten utgavs i Minneapolis i Minnesota och var en svensk-amerikansk tidning som riktade sig till en urban och sekulär del av den svensk-amerikanska kolonien. Tidningen utkom mellan åren 1885 och 1940 och var en av de hundratals tidningar som gavs ut i USA från 1850 och framåt för att tillmötesgå Amerikas svenska invandrarsamhällen.

## Bakgrund
Den första utgåvan publicerade den 9 mars 1885 och blev då den fjärde svenskspråkiga veckotidningen i Minneapolis.